# Bannière de Zhengxiangbai
La bannière de Zhengxiangbai (正镶白旗 ; pinyin : Zhèngxiāngbái Qí) est une subdivision administrative de la région autonome de Mongolie-Intérieure en Chine. Elle est placée sous la juridiction de la ligue de Xilin Gol.

## Démographie
La population de la bannière était de 73 204 habitants en 1999.